# 170-й истребительный авиационный полк
170-й истребительный авиационный полк (170-й иап) — воинская часть Военно-воздушных сил (ВВС) Вооружённых Сил РККА, принимавшая участие в боевых действиях Великой Отечественной войны.

## История наименований полка
За весь период своего существования полк своё наименование не менял :
- 170-й истребительный авиационный полк

## Создание полка
170-й истребительный авиационный полк начал формироваться 1 сентября 1940 года в Орловском военном округе на самолётах И-16. Включён в состав 47-й смешанной авиадивизии ОрВО.
| И-15 бис | И-153 | И-16 |

## Расформирование полка
170-й истребительный авиационный полк 23 января 1943 года был расформирован в 25-м зиап, личный состав направлен на укомплектование 164-го и 166-го иап, а также 25-го зиап.

## В действующей армии
В составе действующей армии:
- с 23 июня 1941 года по 15 июля 1941 года;
- с 30 августа 1941 года по 19 августа 1942 года.

## Командиры полка
- майор Додонов, Валентин Яковлевич[2], ??.09.1940 — 27.05.1941
- майор Мищенко Иосиф Павлович[3], 22.06.1941 — 02.01.1943

## В составе соединений и объединений
| Период        | Фронт (округ)                   | армия               | дивизия                                             | примечание                                                                                                  |
| ------------- | ------------------------------- | ------------------- | --------------------------------------------------- | --- |
| 01.09.1940 г. | Орловский военный округ         | ВВС округа          | 47-я смешанная авиационная дивизия                  | И-16 |
| 23.06.1941 г. | Западный фронт                  | ВВС фронта          | 47-я смешанная авиационная дивизия                  | вступил в боевые действия на самолётах И-16                                                                 |
| 04.07.1941 г. | Западный фронт                  | ВВС фронта          | 23-я смешанная авиационная дивизия                  | И-16 |
| 15.07.1941 г. | Западный фронт                  | ВВС фронта          | 23-я смешанная авиационная дивизия                  | Убыл (без матчасти) на доукомплектование и переучивание                                                     |
| 05.08.1941 г. | Северо-Кавказский военный округ | ВВС округа          | 11-й запасной истребительный авиационный полк       | Прибыл на доукомплектование и переучивание. г. Ростов-на-Дону                                               |
| 29.08.1941 г. | Северо-Кавказский военный округ | ВВС округа          | 11-й запасной истребительный авиационный полк       | переформирован по штату 015/174 и переучен на ЛаГГ-3                                                        |
| 30.08.1941 г. | Южный фронт                     | ВВС фронта          | 20-я смешанная авиационная дивизия                  | Приступил к боевой работе на ЛаГГ-3                                                                         |
| 17.03.1942 г. | Южный фронт                     | 9-я армия           | ВВС 9-й армии                                       | ЛаГГ-3 |
| 07.05.1942 г. | Южный фронт                     | 57-я армия          | ВВС 57-й армии                                      | ЛаГГ-3 |
| 18.05.1942 г. | Южный фронт                     | 57-я армия          | ВВС 57-й армии                                      | принял самолёты ЛаГГ-3 от 773-го иап                                                                        |
| 24.05.1942 г. | Южный фронт                     | 4-я воздушная армия | 217-я истребительная авиационная дивизия            | ЛаГГ-3 |
| 28.07.1942 г. | Южный фронт                     | 4-я воздушная армия | 6-й отдельный учебно-тренировочный авиационный полк | ЛаГГ-3 |
| 20.08.1942 г. | Закавказский фронт              | ВВС фронта          | 25-й запасной истребительный авиационный полк       | Аджикабул                                                                                                   |
| 23.01.1943 г. | Закавказский фронт              | ВВС фронта          | 25-й запасной истребительный авиационный полк       | Аджикабул, расформирован, личный состав направлен на укомплектование 164-го и 166-го иап, а также в 25 зиап |

## Участие в операциях и битвах
- Приграничные сражения — с 23 июня 1941 года по 29 июня 1941 года.
- Смоленское сражение — с 10 июля 1941 года по 16 августа 1941 года.
- Донбасская операция[4] — с 29 сентября 1941 года по 4 ноября 1941 года.
- Ростовская оборонительная операция — с 5 ноября по 16 ноября 1941 года.
- Ростовская наступательная операция[4]  — с 17 ноября 1941 года по 2 декабря 1941 года.
- Барвенково-Лозовская операция[4] — с 18 января 1942 года по 31 января 1942 года.
- Харьковская операция — с 12 мая 1942 года по 29 мая 1942 года.
- Воронежско-Ворошиловградская операция — с 28 июня 1942 года по 24 июля 1942 года.
- Донбасская операция — с 7 июля 1942 года по 24 июля 1942 года.

## Первая победа полка в воздушном бою
Первая известная воздушная победа полка в Отечественной войне одержана 25 июня 1941 года: группой 5 И-16 (ведущий капитан Шлейфер В. И.) в воздушном бою в районе г. Лепель сбит 2-моторный самолёт противника неустановленного типа, обозначенный в документах как «Фокке-Вульф-57».

## Отличившиеся воины
- Анохин Константин Ефремович, лейтенант, командир звена 170-го истребительного авиационного полка 23-й смешанной авиационной дивизии ВВС Западного Фронта 22 июля 1941 года Указом Президиума Верховного Совета СССР удостоен звания Герой Советского Союза. Посмертно.

## Лётчики-асы полка
| Фамилия, имя отчество                     | Награды | Сбито самолётов (+ в группе) | Примечание |
| ----------------------------------------- | ------- | ---------------------------- | --- |
| Басков Владимир Сергеевич                 |         | 10+1                         | Лётчик полка: июнь — окт. 1941. Боевых вылетов: 310. Воздушных боев: 88. Умер 3 апреля 1989 г. |
| Иванов Степан Иванович                    |         | 5 + 2                        | Лётчик полка: июнь 1941—1942. Боевых вылетов: 169. Не вернулся из боевого вылета 27.09.1943 г. Был в плену, возвратился в полк в феврале 1945 г. |
| Карташов Михаил Васильевич                |         | 6 + 7                        | Лётчик полка: июнь 1941 — дек. 1942. Боевых вылетов: 277. |
| Ковалёв Игнатий Петрович (Игнат Петрович) |         | 8 + 0                        | Лётчик полка: окт. 1941 — июль 1942. Боевых вылетов: 316; воздушных боев: 126. |
| Ливанский Никифор Ульянович               |         | 5 + 4                        | Участник войны в Испании(1936-1939)Лётчик полка:июнь 1941—сентябрь 1941.Командир 3-й эскадрильи.Боевых вылетов:более 150,воздушных боев:более70.Погиб 08.09.1941г.при выполнении боевого задания. |
| Левитан Владимир Самойлович               |         | 19 + 6                       | Лётчик полка: окт. 1941 — дек. 1942. Боевых вылетов: 352; воздушных боев: более 100. Умер в сентябре 2000 г. |
| Люсин Владимир Николаевич                 |         | 17 + 1                       | Лётчик полка: июнь — авг. 1941. Боевых вылетов: 294; воздушных боев: 67. |
| Мокрянский Александр Андреевич            |         | 9 + 3                        | Лётчик полка: авг. 1941 — авг. 1942. Боевых вылетов: более 150. Пропал без вести 28 января 1944 г. Не вернулся с боевого задания. |
| Пшеничников Василий Андреевич             |         | 7 + 3                        | Участник войны в Испании (1936—1939). Лётчик полка: июнь 1941 — март 1942. Боевых вылетов: около 220. 24 марта 1942 г. сбит в воздушном бою, совершил вынужденную посадку на территории противника, находился в плену до 26 июля 1943 г. После освобождения и проверки вернулся к боевой работе. 9.05.1945 г. в районе Праги ошибочно атаковал и сбил американский истребитель Р-38 «Лайтнинг». Погиб 12 апреля 1947 г. Разбился в авиационной катастрофе. |
| Савельев Василий Антонович                |         | 12 + 1 (16 + 2)              | Лётчик полка: июнь — авг. 1941. Боевых вылетов: 333; воздушных боев: 157. Умер 13 мая 1985 г. |
| Смирнов Михаил Павлович                   |         | 5 + 0                        | Лётчик полка: авг. 1941 — июнь 1942. Боевых вылетов: 70. Погиб 6 июня 1942 г. Сбит в воздушном бою. |
| Снигирев Фёдор Алексеевич                 |         | 13 + 3                       | Лётчик полка: июнь — сент. 1941. Боевых вылетов: 192; воздушных боев: 20. Умер 9 сентября 1968 г. |
| Устинов Михаил Астафьевич                 |         | 9 + 1                        | Лётчик полка: окт. 1941 — авг. 1942. Боевых вылетов: 366. Убыл из полка, с 25.02.1944 — слушатель Липецких курсов усовершенствования командного состава, далее служил в 926-м (перегоночном) иап. |
| Чупиков Павел Фёдорович                   |         | 11 + 3 (+ 1 аэростат в паре) | Лётчик полка: июнь 1941 — июль 1942. Боевых вылетов: более 500. Умер 23 июня 1987 г. |

## Итоги боевой деятельности полка
Всего за годы Великой Отечественной войны полком:
| Выполнено боевых вылетов | Сбито самолётов в воздухе | Уничтожено самолётов всего |
| ------------------------ | ------------------------- | -------------------------- |
| 2789                     | 59                        | 72                         |

Свои потери:
| Потеряно самолётов, всего | Погибло лётчиков всего |
| ------------------------- | ---------------------- |
| н/д                       | 19                     |

## Самолёты на вооружении
| Период      | Самолёты |
| ----------- | -------- |
| 1940 — 1941 | И-16     |
| 1941 — 1943 | ЛаГГ-3   |